# Chat piano
Chat piano est une série télévisée jeunesse québécoise en onze épisodes de 30 minutes en noir et blanc mettant en scène des marionnettes, diffusée du 27 juin au 5 septembre 1954 à la Télévision de Radio-Canada.
Il s'agit d'une série pour enfants avec des marionnettes.

## Synopsis
« Chat Piano est un membre très susceptible de la gent féline. Il ne souffre pas qu'on se moque de lui ou qu'on le taquine. Mais rien ne l'exaspère comme l'indifférence qu'on peut lui témoigner à l'occasion. Chum, le chien piteux, Boum, le pistolet vindicatif, et Mina, la poêle à frire, sont de toutes ses aventures. ».
Source : Le Répertoire des séries, feuilletons et téléromans québécois de 1952 à 1992 de Jean-Yves Croteau. Publié par Les Publications du Québec. 1993. On précise dans le même ouvrage qu'il n'existerait plus aucun épisode.
Nous retrouvons également aux cours des 11 épisodes de nombreux autres personnages: Pani, le panier ; Mme Espadrille ; sa fille Sandale ; M. Brodequin, etc.
À la page 8 de son édition du 8 au 14 août 1954, le télé-horaire La Semaine à Radio-Canada publie un court article avec une photographie de Chat Piano ; Chum, le chien piteux ; et Boum, le pistolet vindicatif.

## Distribution
- Paule Bayard
- Charlotte Boisjoli
- Jean Boisjoli
- Guy Hoffmann
- Marie-Ève Liénard
- Robert Rivard

## Fiche technique
- Scénarisation : Réginald Boisvert
- Réalisation : Marie Choquette et Fernand Doré